# セバスティアン・ベカセッセ
セバスティアン・アンドレス・ベカセッセ（Sebastián Andrés Beccacece、1980年12月17日 - ）は、アルゼンチン・ロサリオ出身のサッカー指導者。2023年3月よりエルチェCFの監督を務めている。

## 経歴
ロサリオに生まれ、幼い頃から父親の影響でサッカーを始めたものの自身はプロ選手になれないと感じたため、17歳の頃から指導者になるための勉強を始めた。その後19歳の時に父親の伝手で国内のアマチュアクラブで下部組織の指導者としてキャリアをスタートさせると、2003年にペルーの1部リーグに所属していたスポルト・ボーイズの監督に就任し、アシスタントコーチを探していたホルヘ・サンパオリから勧誘されてサンパオリのアシスタントとして経験を積むこととなった。
2010年、サンパオリを介して自身の憧れであるマルセロ・ビエルサからチリ代表への誘いを受けると、当時26歳だったベカセッセはサンパオリへの恩を捨てれずに一度は断ったが、3年後に再びオファーを貰い、受諾してチリ代表へと移った。
2016年1月、監督として独り立ちすることを決め、チリのクルブ・ウニベルシダ・デ・チレの監督に就任した。サンパオリの右腕時代の古巣ではあったが、就任からわずか9ヶ月後に成績不振が原因で解任された。
2016シーズン途中の11月、母国アルゼンチンのデフェンサ・イ・フスティシアからオファーを受けて同クラブの監督に就任。2部降格の危機に瀕していたクラブを残留へと導き、翌シーズンはクラブ初となる国際大会であるコパ・スダメリカーナ出場権をクラブにもたらした。
2017年6月、アルゼンチン代表のアシスタントコーチとして代表入りし、14年間アシスタントとして従事した恩師サンパオリ監督と再会した。2018 FIFAワールドカップ終了後に辞任したサンパオリと共にベカセッセも代表から離れ、古巣デフェンサの監督に復帰した。
2023年3月21日、プリメーラ・ディビシオンで最下位に沈んでいたエルチェCFの監督として2023-24シーズン終了時までの契約を結んだ。

## 監督成績
2023年3月21日現在
| クラブ                         | 国               | 就任日         | 退任日         | 成績 | 成績 | 成績 | 成績 | 成績   |
| クラブ                         | 国               | 就任日         | 退任日         | 試   | 勝   | 分   | 負   | %      |
| ------------------------------ | ---------------- | -------------- | -------------- | ---- | ---- | ---- | ---- | ------ |
| クルブ・ウニベルシダ・デ・チレ | チリの旗         | 2016年1月11日  | 2016年9月17日  | 25   | 5    | 10   | 10   | 020.00 |
| デフェンサ・イ・フスティシア   | アルゼンチンの旗 | 2016年11月15日 | 2017年6月28日  | 24   | 15   | 4    | 5    | 062.50 |
| デフェンサ・イ・フスティシア   | アルゼンチンの旗 | 2018年7月7日   | 2019年6月7日   | 37   | 19   | 10   | 8    | 051.35 |
| インデペンディエンテ           | アルゼンチンの旗 | 2019年6月7日   | 2019年10月26日 | 16   | 8    | 1    | 7    | 050.00 |
| ラシン・クルブ                 | アルゼンチンの旗 | 2019年12月16日 | 2020年12月26日 | 29   | 13   | 8    | 8    | 044.83 |
| デフェンサ・イ・フスティシア   | アルゼンチンの旗 | 2021年2月5日   | 2022年9月11日  | 92   | 34   | 27   | 31   | 036.96 |
| エルチェ                       | スペインの旗     | 2023年3月21日  |                | 0    | 0    | 0    | 0    | —      |
| 通算成績                       | 通算成績         | 通算成績       | 通算成績       | 223  | 94   | 60   | 69   | 042.15 |